# 2022年海峽兩岸大學生辯論賽
2022年海峽兩岸大學生辯論賽為第二十一屆海峽兩岸大學生辯論賽，舉辦在2022年7月27日至30日。因受新冠疫情影響，已連續三屆採取網路辯論，臺灣選手統一在由中華青年交流協會所設攝影棚直播進行比賽，大陸選手則在各校各自直播進行比賽。

## 組織機構
主辦機構：中華青年交流協會、福建省科學技術協會

## 參賽隊伍

### 臺灣選拔賽
主辦單位：中華青年交流協會
辯題：「躺平」是當代年輕人的毒藥（正）/「躺平」不是當代年輕人的毒藥（反）
出賽學校：臺灣師範大學、淡江大學、政治大學、世新大學、東吳大學、臺北科技大學、臺灣大學、彰化師範大學
落選學校：臺北教育大學、逢甲大學、輔仁大學

### 福建選拔賽
主辦單位：福建省科學技術協會、福建省教育廳
辯題：「躺平」是當代年輕人的毒藥（正）/「躺平」不是當代年輕人的毒藥（反）
出賽學校：福建師範大學、廈門大學
落選學校：福州大學、華僑大學、福建工程學院、福建江夏學院

### 正式出賽隊伍
台灣代表隊：臺灣師範大學、淡江大學、政治大學、世新大學、東吳大學、臺北科技大學、臺灣大學、彰化師範大學
大陸代表隊：清華大學、南京大學、復旦大學、廈門大學、華南理工大學、鄭州大學、福建師範大學、海南大學

## 辯題
兩岸盃皆採雙題制，即正反雙方皆須合題。本屆大陸代表隊為正方，台灣代表隊為反方，僅在決賽及季殿賽交換持方。
1. 「躺平」是當代年輕人的毒藥（正）/「躺平」不是當代年輕人的毒藥（反）
2. 直播模式對區域經濟發展是利大於弊（正）/直播模式對區域經濟發展是弊大於利（反）
3. 大數據時代，人們的知識差距愈來愈大（正）/大數據時代，人們的知識差距愈來愈小（反）

本屆與往年不同，小組賽使用第2、3道辯題，複賽（八強）使用第3道辯題，決賽及季殿賽使用第2道辯題。

## 賽程

### 小組賽
| 組別 | 正方（大陸） | 正方（大陸） | 正方（大陸） | 正方（大陸） | 正方（大陸） | 正方（大陸） | 正方（大陸） | 反方（臺灣） | 反方（臺灣） | 反方（臺灣） | 反方（臺灣） | 反方（臺灣） | 反方（臺灣） | 反方（臺灣） |
| 組別 | 隊伍         | 總積分       | 第一場積分   | 第二場積分   | 總得分       | 第一場得分   | 第二場得分   | 隊伍         | 總積分       | 第一場積分   | 第二場積分   | 總得分       | 第一場得分   | 第二場得分   |
| ---- | ------------ | ------------ | ------------ | ------------ | ------------ | ------------ | ------------ | ------------ | ------------ | ------------ | ------------ | ------------ | ------------ | ------------ |
| A    | 南京大學     | 4            | 2            | 2            | 1049         | 526          | 523          | 臺灣大學     | 2            | 1            | 1            | 1009         | 499          | 510          |
| A    | 廈門大學     | 4            | 2            | 2            | 1035         | 521          | 514          | 臺灣師範大學 | 2            | 1            | 1            | 1038         | 519          | 519          |
| B    | 海南大學     | 3            | 1            | 2            | 1055         | 523          | 532          | 世新大學     | 4            | 2            | 2            | 1058         | 532          | 526          |
| B    | 清華大學     | 2            | 1            | 1            | 1003         | 500          | 503          | 彰化師範大學 | 3            | 2            | 1            | 1018         | 513          | 505          |
| C    | 復旦大學     | 3            | 2            | 1            | 1030         | 514          | 516          | 淡江大學     | 2            | 1            | 1            | 1009         | 500          | 509          |
| C    | 福建師範大學 | 3.5          | 1.5          | 2            | 1038         | 519          | 519          | 政治大學     | 3.5          | 1.5          | 2            | 1052         | 519          | 533          |
| D    | 鄭州大學     | 2            | 1            | 1            | 1026         | 510          | 516          | 臺北科技大學 | 3            | 2            | 1            | 1025         | 509          | 516          |
| D    | 華南理工大學 | 4            | 2            | 2            | 1053         | 526          | 527          | 東吳大學     | 3            | 1            | 2            | 1055         | 525          | 530          |

晉級隊伍：南京大學、海南大學、福建師範大學、華南理工大學、臺灣師範大學、世新大學、政治大學、東吳大學